# Хужирт (сомон)
Хужирт (монг.: Хужирт) — сомон Уверхангайського аймаку, Монголія. Площа 1,7 тис. км², населення 9,5 тис. Центр сомону лежить за 397 км від Улан-Батора, за 84 км від міста Арвайхера.

## Рельєф
Гори Баянзурх (2100 м), Сант (2240 м), Берх. Територією сомону протікають річки Хавцал, Хужирт, Сар, Шавар, Орхон та їхні притоки.

## Клімат
Клімат різко континентальний, щорічні опади 300—400 мм, середня температура січня −20°С, середня температура липня +17°С.

## Корисні копалини
Біотит, хімічна та будівельна сировина.

## Тваринний світ
Водяться лисиці, вовки, манули, аргалі, дикі кози, козулі, зайці, тарбагани.

## Соціальна сфера
Є школа, лікарня, промислові підприємства, туристичні бази, аеропорт, сфера обслуговування.